# 高脚柜炸弹
高腳櫃炸彈（英語：Tallboy）也稱為高腳杯炸彈、12,000磅中等容量炸彈。它是一款地震波炸彈，由英國航空工程師巴恩斯·沃利斯研發並於西元1944年配發給英國皇家空軍。重5長噸，由蘭開斯特轟炸機攜帶，主要用來對付普通航空炸弹无法炸穿的堅固目標。

## 歷史
沃利斯於1941年的著作A Note on a Method of Attacking the Axis Powers中提出開發10噸重炸彈的想法。研究顯示這種非常重的炸彈可以在很深的地下引爆，進而將衝擊波傳遞到目標建築的地基上，由於衝擊波在地下傳輸的比在空氣中傳輸衰減更小，因此地震波炸彈可以比普通炸彈對建築物造成更大的傷害。 
為此，沃利斯設計了勝利轟炸機（英語： Victory Bomber)，它載重量高達45公噸，可以在45,000英尺（14,000）高空以320 mph（510 km/h）的速度飛行，也可以携帶重型炸彈飛行4,000英里（6,400）的距離。但是空軍部反對生產只攜帶一枚炸彈的飛機，因此這個想法直到西元1942年都沒有繼續。
西元1942年沃利斯完成了論文Spherical Bomb — Surface Torpedo，同時為英國皇家空軍617中隊設計了彈跳炸彈，並成功用於懲罰行動。高腳櫃炸彈在沒有合同的情況下，由空軍部自發的進行研究和生產。皇家空軍使用了他們從沒有買過的炸彈，其財產權還是屬於其生產商維克斯，一旦它們的價值被認可，它們的生產就會正規化。
高腳櫃炸彈的戰績包括：1944年6月24日與大滿貫炸彈參加進攻德軍V-2火箭發射基地「圓頂地堡」的十字弓行動，本次行動的目標是暗中破壞V-2火箭組裝廠的地基。1944年6月8－9日，高腳櫃炸彈攻擊了索米爾隧道，炸彈直接穿過小山並在地表以下60英尺（18）的隧道內爆炸。
最後的進攻是在納粹德國海軍的俾斯麦级战列舰——鐵必制號戰艦上，空襲使用高腳櫃炸彈直接將其炸沉。

## 設計
盟軍在二戰期間大部分的空軍炸彈的彈殼都很薄，以裝填更多的炸藥，比起二戰初期炸藥裝填量很小的的設計，這是一項重大進步。
為了穿透碉堡或表土而不至於解體，高腳櫃炸彈彈殼的強度必須非常高，每個彈殼都是由一片高拉力鋼鑄造而成，這使它能承受引爆前的撞擊力而不至於解體。同時為了達到穿透力的需要，沃利斯设计了一个非常符合空气动力学的外形，當其從很高的高度投下時，其終端速度會比傳統設計的炸彈高很多。
在最後完成的設計中，炸彈的尾部佔了炸彈長度的一半——炸彈全長21英尺（6米），炸彈外殼大約有10英尺（3米）長。炸彈最初有翻筋斗的傾向，所以修改了尾部，尾翼輕微的扭轉，使炸彈在落下時自轉，陀螺效應使其不再橫轉和翻轉，改善了氣動效果和精確度。
如果從20,000英尺（6,100米）的高空投下，它能造成一個80英尺（24米）深、100英尺（30米）寬的彈坑，並能穿透16英尺（5米）厚的混凝土。
高腳櫃炸彈的重量（約12,000磅）及其對投彈高度的要求，導致用來投彈的爱芙羅蘭開斯特轟炸機必須專門進行改造，移除了裝甲鋼板甚至防禦武器以減輕機體重量，同時也改造了炸彈倉門。即使經過這樣的改造，蘭開斯特轟炸機還是不能達到炸彈計劃中的投彈高度—40,000英尺（12,200米），而只能飛到大約25,000英尺（7,700米）。
同時英國皇家空軍617中隊正在訓練使用一款專門的投彈瞄準器——穩定自動投彈瞄準器（英語：Stabilizing Automatic Bomb Sight)。為了精確度，對溫度、風速和其它因素進行了多項修正。它僅在目標能夠被辨認出來的情況下才有效果，一些行動被取消或失敗的主原就是精確辨認並標識出目標難度較大。
在用於地下目標時，炸彈裝上3個獨立的58號一型彈底擊鐵，在預設的延遲時間后引爆，使炸彈在爆炸前有足夠的時間來穿透目標。根據任務的需要，延遲時間可以設為撞擊后的30秒到30分鐘。
為保證起爆，總共有3條獨立的47號長延時引信被安裝在炸彈的底部，提高了武器的可靠性，即使其中兩條引信出現問題，第三條還是能夠觸發爆炸。儘管有了這個精心設計的系統，在對 索佩壩的第二波攻擊中還有有一枚高腳櫃炸彈未能引爆，它在1958年為修復水壩而清空水庫時被發現。
雖然炸彈在行動過程中都是瞄準目標投下的，而且當其擊中目標時，也證明其有能力貫穿最堅硬的預應力混凝土，但這不是沃利斯的設計的主要目標，該炸彈的設計是在目標的附近撞擊并穿入目標附近或下面的泥土或岩石里，然後爆炸，將所有的能量傳遞到結構上，或通過地下爆炸造出一個空洞，讓目標落入空洞。

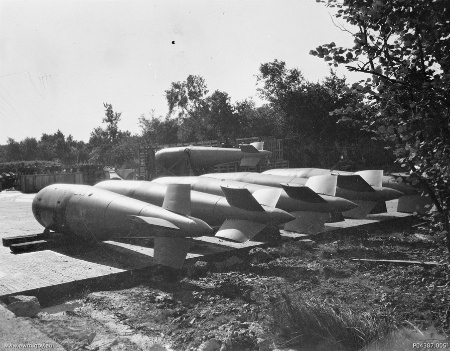
6枚高腳櫃炸彈放置於位於 巴德利炸彈儲存場裡，不久它們就要於1944年10月或11月間放到英國皇家空軍第9中隊的飛機上。

製造高腳柜炸彈是一種勞動力密集型工作，因為每一個都是手工製造，在每一個分開製造階段都需要大量的手工勞動，使用的原材料是昂貴的，并在鑄造和機械加工過程中使用非常精密製造方法。例如：為增加貫穿力，一个巨大的特别坚硬的钢栓必须用精密制造的方法加工，并与弹头上的一个凹坑紧密配合。炸彈的風帽必須加工成完美的對稱尖頭弧形，以保證最優的空氣動力表現。這不是一個很容易的工作，特別是製造像高腳櫃炸彈這樣大小和重量的彈殼。
铝末混合炸药火藥的填充是先將火藥在“壺”里熔化后，手工倒入倒置的彈殼底部。在爆炸物填充的最後一個階段，需要在填充的铝末混合炸药火藥層上填充一層1英寸厚的純TNT，然後再用4英吋厚的木粉與蠟的混合物層封住底部，並保留3個可放入傳爆藥的圓柱形凹洞，當炸彈最終組裝時，可以將3個化學定時導火線插入。
高腳柜炸彈不被當作是一個消耗品，如果在突擊中沒有被使用，它將被帶回基地，而不是被安全的丟到海里。該炸彈的價值使其相對給機組帶來的額外風險來說是值得的。
由於其高成本，高腳柜炸彈僅被用于那些無法用其他方式摧毀的高價值戰略目標。當沃利斯發現蘭開斯特轟炸機可进行改进以攜帶更大的炸彈時，他製造出更大的大满贯炸弹。

## 高腳柜炸彈參加的行動

### 1944年6月-8月
索米爾鐵路隧道—卢瓦尔大區唯一的南北通道，第617中隊的9架裝有高腳櫃炸彈的蘭開斯特轟炸機與6架裝有普通炸彈的飛機於1944年6月8日－9日間的夜裡襲擊了它。這是高腳櫃炸彈的第一次使用，鐵路被摧毀，一枚高腳櫃炸彈貫穿了山坡並在60英尺（18米）下的隧道裡爆炸，完全堵塞了隧道，沒有飛機在這次突擊中損失。

#### 十字弓行動中的出擊
十字弓行動是實施解決德國V-1飛彈和V-2火箭威脅的一系列進攻與防禦措施。做為行動的一部分，英國使用了高腳櫃炸彈，並摧毀了幾個導彈陣地。
1944年6月19日 - 埃佩爾萊克地堡
617中隊投下的高腳櫃炸彈彈著點最近的離目標46米，該次轟炸的目標為一個加強加固的正在建設中的V-2發射場。最後該地堡被宣佈放棄。
1944年6月24日  -圓頂地堡
目標是一個與埃佩爾萊克地堡地點相連的V-2組裝及發射陣地。幾枚高腳櫃炸彈鑽進了地堡，但是沒有貫穿穹頂。最後該碉堡被放棄。
1944年6月25日 - 西拉庫爾V-1地堡
617中隊的蘭開斯特轟炸機使用高腳櫃炸彈直接命中，本身無損失。

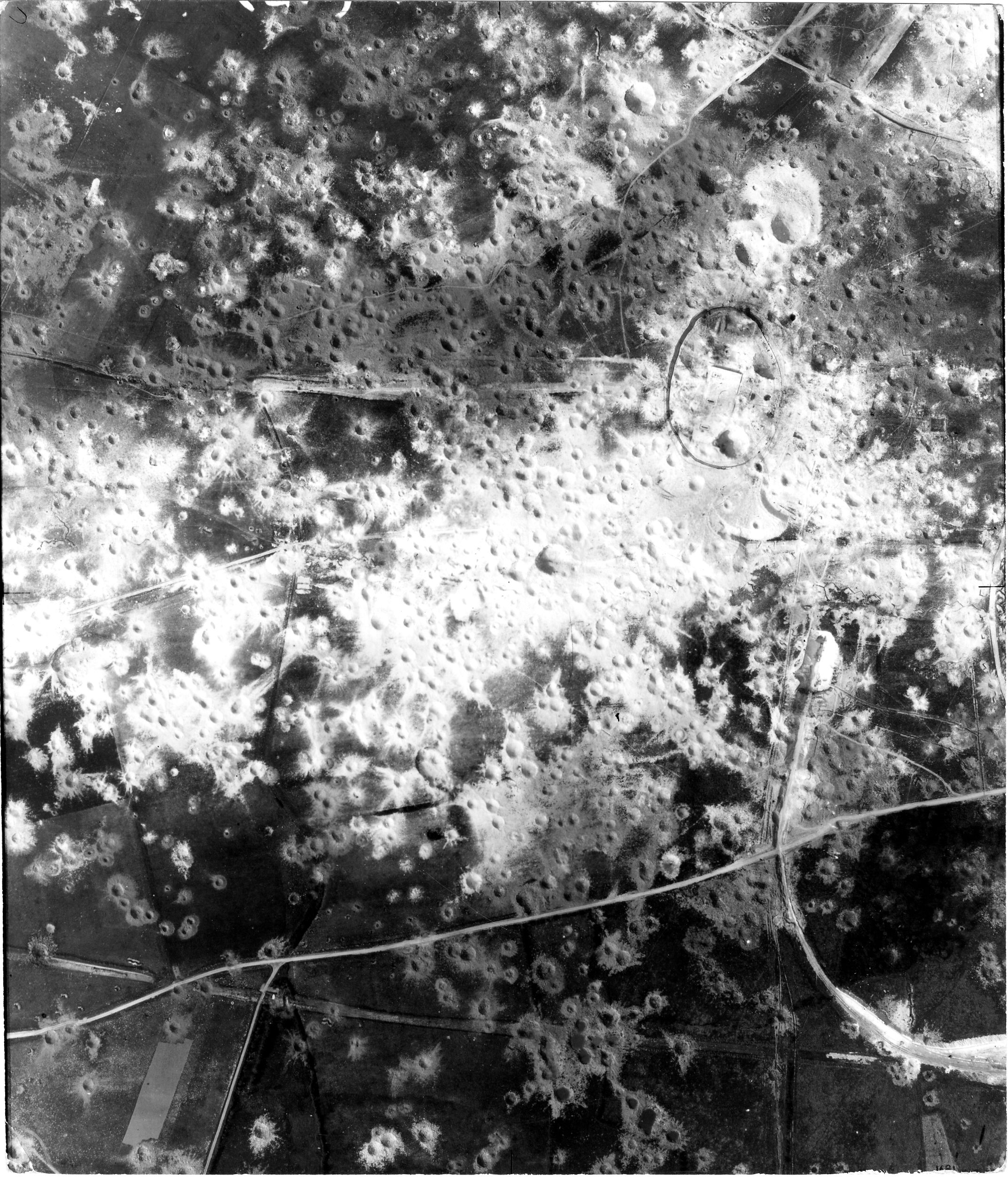
盟國空襲對tsl|en|Fortress of Mimoyecques|密摩耶克斯堡壘

[[File:Mimoyecques_bombing_4_August_1944.jpg|thumb|right|盟國空襲對{{tsl|en|Fortress of Mimoyecques|密摩耶克斯堡壘]]造成的損害照片，這些損害中包括由高腳櫃炸彈造成的損失。]]
1944年7月4日 - 聖勒代瑟朗
617中隊使用17架裝有高腳櫃炸彈的蘭開斯特轟炸機，由一架蚊式轟炸機和一架P-51戰鬥機護航，準備摧毀一個用來做為物資倉庫的洞穴的石灰岩頂，第5空軍大隊的飛機帶著1,000英磅（450）的炸彈在後面配合。
1944年7月6日 - 密摩耶克斯
高腳櫃炸彈擊中了一個V-3炮的發射坑道，泥土和殘骸堵塞了走道。
1944年7月17日 - Wizernes
16架蘭開斯特轟炸機，由一架蚊式轟炸機和一架野馬戰鬥機引導，轟炸了Wizernes。三架蘭開斯特負責投擲高腳櫃炸彈，其中一架造成了拱頂移位，另外兩架阻塞了入口。
1944年7月27日 - Watten
一枚高腳櫃炸彈擊中目標，但沒有貫穿結構。
1944年7月31日 - 里伊拉蒙塔涅
由617中隊投下的高腳櫃炸彈炸塌了火車隧道的兩端入口。威廉·里德駕駛的蘭開斯特轟炸機在12,000英尺（3,700）高度被一枚從18,000英尺（5,500）高度投下的高腳櫃炸彈擊中。

#### 對德國修船廠的出擊
英吉利海峽和大西洋航線受到了以法國為基地的U-boat的威脅。這些U-boat的修船廠由厚厚的混凝土屋頂保護，以防備常規的航空轟炸。
1944年6月4日 - Le Havre
作為從1943年5月末以來皇家空軍第一次大規模白天攻擊中的一部分——分兩波攻擊位於Le Havre的U型潛艇設施。第一集團先攻擊，緊接著是第3集團。就在最早一波攻擊前，617中隊的22架蘭開斯特轟炸機與3家蚊式標識飛機進行了攻擊，有幾次命中了U-boat的掩體，其中一枚炸彈貫穿了屋頂。
1944年6月15日 - Boulogne harbour
297架飛機 - 來自於第1、4、5、6和8集團的155架蘭開斯特轟炸機和130架Halifax以及12架蚊式轟炸機攻擊了Boulogne harbour。一架哈利法克斯轟炸機損失，一份法國的報告描述其為對Boulogne最嚴重的襲擊，造成了嚴重的損失。
1944年8月5日 - Brest
617中隊的15架蘭開斯特轟炸機攻擊了位於Brest的U型潛艇掩體。高腳櫃炸彈6次直接擊中並貫穿了混凝土屋頂，一架蘭開斯特轟炸機被高射炮擊落。後來德軍嘗試使用從其他項目而來的資源加厚混凝土層以加固其他地點。
1944年8月6日 - Keroman
空中上尉Thomas Clifford Iveson投下了一枚高腳櫃炸彈。
1944年8月7日 - Lorient
計劃的攻擊U型潛艇掩體的高腳櫃炸彈任務被取消。
1944年8月8日 - La Pallice
空軍上尉Thomas Clifford Iveson投下一枚高腳櫃炸彈。
1944年8月28日 - IJmuiden
空軍上尉Thomas Clifford Iveson投下一枚高腳櫃炸彈。

### 1944年9月-11月
- 1944年9月23/24日的夜晚，在靠近Ladbergen的Dortmund-Ems Canal , Münster的北部 – 第617中隊使用了高腳櫃炸彈，直接命中6枚。[3]
- Basle 北部的Kembs Dam — 水壩裡儲存的水被用來在美軍前進地區製造洪水。在1944年10月7日，水壩克星在低空使用高腳櫃炸彈摧毀了閘首，放出了儲存的水量。[3]
- 索佩壩 — 這個目標是在水壩克星攻擊的倖存者，第二次攻擊由第9中隊於1944年10月15日執行（617中隊未參與）。觀察到高腳櫃炸彈擊中水壩，但還是未能摧毀它。[3]

#### 針對鐵必制號戰艦的出擊
德國鐵必制號戰艦是來往於蘇聯之間護航艦隊的重大威脅。 
1944年9月15日 Operation Paravane
一枚高腳櫃炸彈擊中鐵必制號的艦首附近，造成了相當大的損失。從爆炸中傳出的震動波毀壞了船舶的引擎，德國方面只能將本艦轉為半固定式重型炮台使用。
1944年10月29日 Operation Obviate
沒有直接命中，但是一枚近失彈使推進器軸彎曲。
1944年11月12日 Operation Catechism
在針對鐵必制號戰艦的最後一次行動中，當兩枚高腳櫃炸彈直接命中四枚錯過後，終於使其沉沒。 戰列艦以底朝天的姿態傾覆於淺水中。

### 1944年12月 - 1945年4月
1944年12月-1945年4月，轟炸U-boat掩體。
- 1944年12月15日，IJmuiden

空軍上尉Thomas Clifford Iveson投下一枚高腳櫃炸彈
- 1945年1月12日，IJmuiden

第617中隊使用高腳櫃炸彈攻擊了U-boat掩體，但是雲霧影響了戰果。
- 1945年1月12日，Bergen

來自於第9和第617中隊的32架蘭開斯特轟炸機和一架蚊式轟炸機攻擊了卑尔根市港口裡的船隻和U-boat掩體。3架來自617中隊與1架來自9中隊的的蘭開斯特轟炸機被擊落，德軍告訴當地人有11架轟炸機被擊落。一個當地報告稱：三枚高腳櫃炸彈貫穿了 3½米厚的掩體屋頂，對內部的工廠、辦公室、備件倉庫造成了嚴重的損壞。
- 1945年2月3日，IJmuiden和Poortershaven

來自第5集團的36架蘭開斯特轟炸機使用高腳櫃炸彈攻擊了位於IJmuiden（第9中隊）和 Poortershaven（第617中隊）的U-boat掩體，宣稱兩個目標都被擊中，無損失。 
- 1945年4月9日，Hamburg

第617中隊使用了高腳櫃炸彈和Grand Slam炸彈，一部分炸彈擊中的目標，沒有飛機損失。
- 1945年4月18日，Heligoland

969架飛機 - 617架蘭開斯特轟炸機、332架哈利法克斯轟炸機和20架蚊式。轟炸了海軍基地、彈坑把機場和村莊變成了月球表面的麻點，損失了三架哈利法克斯轟炸機，小島在第二天晚上進行了疏散。
- 1945年4月19日，Heligoland

36架使用高腳櫃炸彈的蘭開斯特轟炸機再次轟炸了沿海地區。
1944年12月8日至11日攻擊Urft Dam (位於科隆西南方向30英里)以避免水庫中的水用於在美軍進攻方向上製造洪水。洩洪口被損壞，但德國人通過降低水位避免了進一步的損壞。 

## 由美國使用
T-10是12,000 lb高腳櫃炸彈的美制版本，它換裝了標準美國組件。於1944年下半年開始開發 。計劃用於強化過的太平洋上的島嶼堡壘，有助於在兩棲登陸前削弱它們的防禦能力。但它最終沒有使用，因為在广岛原子弹爆炸和长崎市原子弹爆炸後日本投降了。在1950年代晚期T-10被重新設計為M-121炸彈，在朝鮮戰爭期間，一些T-10被改造為無線電引導的Tarzon 炸彈，被B-29超級空中堡壘用於摧毀鐵路橋和水庫大壩。
朝鮮戰爭結束後，B-29和B-36轟炸機相繼退役。美國空軍不再擁有可以投下完全組裝好的M-121炸彈的飛機，因此它們被儲存起來。T-10的生產於1955年結束。